# مجدي إمام
مجدي إمام (29 سبتمبر 1950 -)، ممثل ومذيع مصري.

## حياته ونشأته
حصل على درجة البكالوريوس في قسم الديكور بكلية الفنون الجميلة في عام 1976، وعمل في البداية في مجال الديكور، ثم قرر احتراف الفن في بداية الثمانيات، فالتحق بالمعهد العالي للفنون المسرحية حيث تخصص هناك في في مجالي الإخراج والتمثيل. قدم مجدي إمام عدداً من الأفلام حتى بدايات التسعينات ثم اعتزل الفن واتّجه بعدها لتقديم البرامج الدينية.

## أعماله الفنية
- مجرم رغم أنفه
- العودة الأخيرة
- انتبهوا أيها السادة
- إنهم يسرقون الأرانب
- الإنس والجن
- الجوهرة
- ضحك ولعب ومزيكا
- الأسطى المدير
- شباب في الجحيم
- إمرأة مطلقة
- المليونيرة الحافية
- أردت أن أعتذر
- الجسر
- وكسبنا القضية
- قلب من ذهب

## من التمثيليات التلفزيونية
- الحفرة بدور شريف عبد الوهاب
- هي والحقيقة بدور هاشم

## برامجه الدينية
- هذا الحبيب
- رحماء بينهم
- مفاهيم يجب ان تصحح